# Santa Maria di Montesanto (Nápoly)
A Santa Maria di Montesanto templomát és kolostorát Szicíliából származó (Montesanto) karmelita apácák építették Nápolyban. Az építkezés Pietro De Marino tervei alapján indult meg, majd Dionisio Lazzari fejezte be 1680-ban. A homlokzat stukkói Angelo Viva alkotásai. Belső díszítéseinek kialakításában közrejátszodtak Paolo De Matteis és Nicola Fumo. A Szent Cecíliát ábrázoló oltárkép Giuseppe Simonneli műve. A templomban található a híres nápolyi zenész Alessandro Scarlatti síremléke (1725-ben hunyt el). 